# Gete-gitigaaniwininiwag
Gatagetegauning (Gete-gitigaaniwininiwag, Lac Vieux Desert Band of Lake Superior Chippewa) /možda od Kǎ‛tǎgĭ‛tĭganĭng, at the ancient field; W, J.)/, nekadašnje selo i banda Chippewa Indijanaca s jezera Lac Vieux Desert (Gatagetegauning) na granici američkih država Michigan i Wisconsin. Kasnije će biti poznati pod imenom Vieux Desert Chippewa, a populacija im je zajedno s L'Anse Chippewama iznosila 668 (1903). Danas se vode pod imenom Lac Vieux Desert Band of Lake Superior Chippewa ili kraće Lac Vieux Desert Tribe i naseljeni su na rezervatu Lac Vieux Desert u Watersmeetu u okrugu Gogebic, Michigan. 
Sa SA-om su potpisali 3 ugovora: St. Peterski ugovor (1837), i La Pointe ugovor iz 1842 i 1854. kada je utemeljen Lac Vieux Desert Indian Reservation. Federalno su priznati kao posebno pleme 8. rujna, 1988., aktom "Lac Vieux Desert Band of Lake Superior Chippewa Indians Act" (H.R. 3697) koji je potpisao predsjednik Ronald Reagan.
Pleme je izvorno živjelo na otoku South Island na Lac Vieux Desertu, kada su preseljeni oko 1880. na južnu obalu jezera. Lov, ribolov i sakupljanje bili su osnovni načini njihovog pribavljanja hrane. 
Sadašnji oblik imena Gatagetegauning glasi Katikitegoning.

## Vanjske poveznice
- Welcome to the Lac Vieux Desert Tribal Website